# 学校法人金沢学院大学
学校法人金沢学院大学（かなざわがくいんだいがく）は、石川県金沢市末町に本部を置く学校法人である。
2013年4月1日に、法人名を学校法人金沢学院から大学名と同じ名称に変更している。

## 概要
1946年に赤井米吉が金沢女子専門学園を創立したのが起源となっている学校法人で、現在は大学（金沢学院大学）、短期大学（金沢学院短期大学）、高等学校（金沢学院大学附属高等学校）、中学校（金沢学院大学附属中学校）の運営を行っている。
理事長は北國新聞社代表取締役会長（主筆）である飛田秀一がかつて務めていた（2016年3月31日付で辞任）。その関係で北國新聞社とは密接な関係を持っている。

## 沿革
- 1946年（昭和21年）- 金沢女子専門学園設立認可（金沢市出羽町、同年7月に財団法人化）。
- 1950年（昭和25年）- 金沢女子短期大学開学（翌年3月に学校法人化）。
- 1952年（昭和27年）- 金沢女子短期大学高等学校開校。
- 1981年（昭和56年）- 校舎を金沢市末町に移転。
- 1987年（昭和62年）- 金沢女子大学開学、高校名を金沢女子大学附属高等学校に変更。
- 1993年（平成5年）- 高校名を金沢女子大学附属金沢東高等学校に変更、男女共学化。
- 1995年（平成7年）- 大学校名を金沢学院大学に変更、男女共学化（同時に高校名も変更）。
- 1998年（平成10年）- 短期大学名を金沢学院短期大学に変更、男女共学化。
- 2005年（平成17年）- 法人名を学校法人金沢学院に変更。高校名を金沢学院東高等学校に変更。
- 2013年（平成25年）4月1日 - 法人名を学校法人金沢学院大学に変更。
- 2016年（平成28年）4月1日 - 高校名を金沢学院高等学校に変更。
- 2021年（令和3年）4月1日 - 高校名を金沢学院大学附属高等学校に変更。
- 2022年（令和4年）4月6日 - 金沢学院大学附属中学校開校。

## 設置教育機関
- 金沢学院大学
- 金沢学院短期大学
- 金沢学院大学附属高等学校
- 金沢学院大学附属中学校

## 株式保有状況
学校法人金沢学院大学の株式保有状況は以下の通り（2011年3月31日時点）。
- エフエム石川 - 10.0%（北國新聞社・中日新聞社・石川テレビ放送と並び筆頭株主）
- 北陸放送 - 3.92%（第5位）